# Mariä Namen (Neubäu)

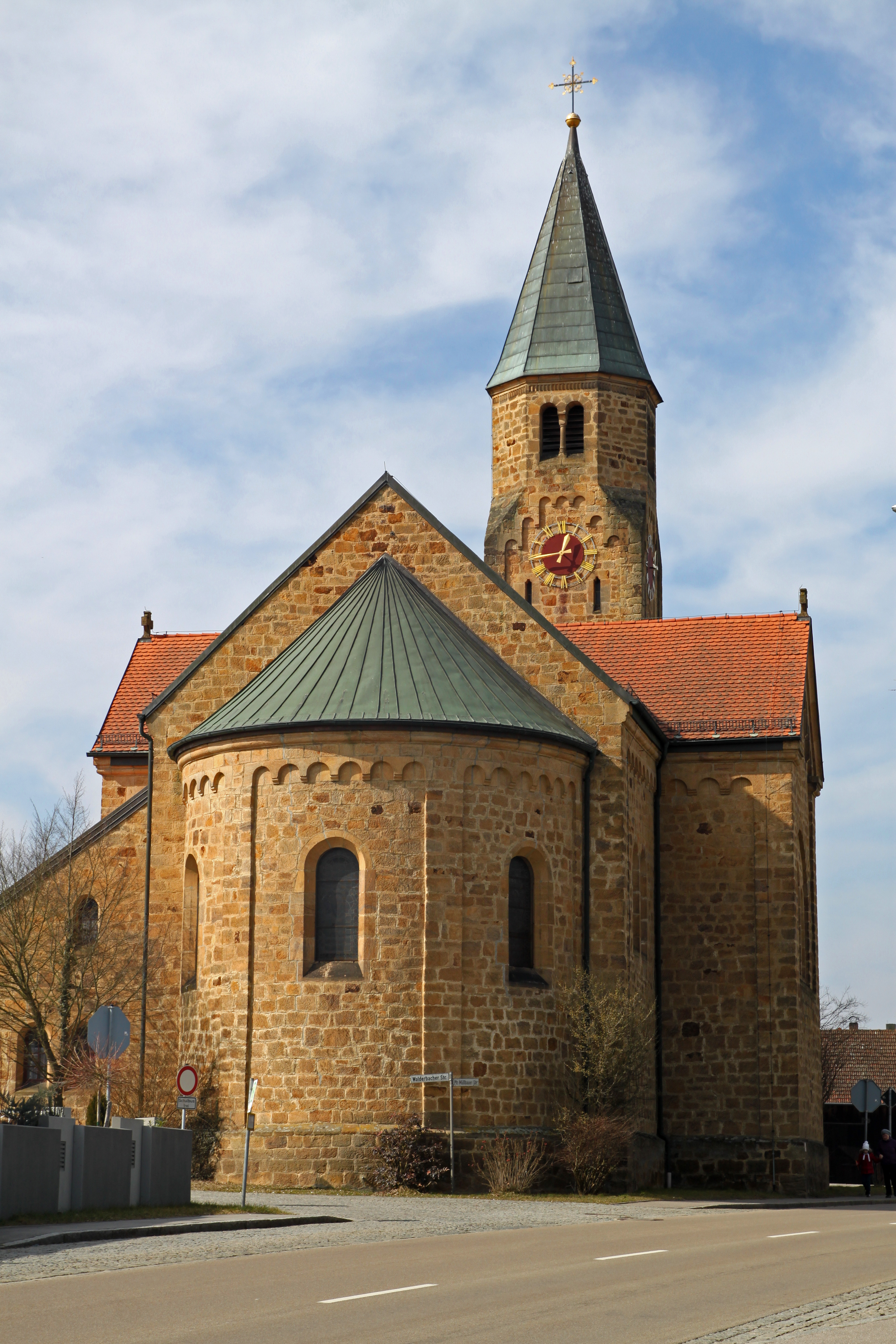
Mariä Namen (Neubäu)

Die römisch-katholische, denkmalgeschützte Pfarrkirche Mariä Namen steht in Neubäu am See, einem Gemeindeteil der Stadt Roding im Landkreis Cham der Oberpfalz. Die Kirche gehört zum Bistum Regensburg. Das Bauwerk ist unter der Denkmalnummer D-3-72-153-50 als Baudenkmal in die Bayerische Denkmalliste eingetragen.

## Beschreibung
Die traufständige, neuromanische Kreuzkirche wurde 1901 nach einem Entwurf von Johann Baptist Schott errichtet. Sie besteht aus einem Langhaus, das von einem Querschiff gekreuzt wird, einem Kirchturm im Westen und einer halbrund geschlossenen Apsis im Osten. Ihre Mauern sind außen mit Lisenen und Bogenfriese gegliedert. Das oberste quadratische Geschoss des Kirchturms beherbergt die Turmuhr, das darüber liegende achteckige hinter den als Biforien gestalteten Klangarkaden den Glockenstuhl, in dem vier Kirchenglocken hängen. Darauf sitzt ein spitzer Helm. 
Der Innenraum ist mit einem Kreuzgratgewölbe überspannt. Die Gurtbögen sitzen auf Konsolen. Die Kirchenausstattung stammt aus der Bauzeit.